# AC-11
L'avenue AC-11 dite Avenue Alfonso Molina est une avenue urbaine qui permet d'accéder à La Corogne depuis l'AP-9 en venant du sud.
Elle prolonge la N-VI au croisement avec l'AC-12 au sud-est avant de prolonger l'AP-9 et d'être rejointe par la future AC-14 au sud de l'agglomération.
D'une longueur de 2,7 kilomètres environ, elle relie l'Autoroute de l'Atlantique au sud de l'agglomération jusqu'au centre urbain de La Corogne jusqu'au croisement avec l'AC-10 (Transversale est-ouest).
Elle absorbe un fort trafic automobile aux alentours de allant jusqu'à 150 000 véhicules par jour.

## Photos

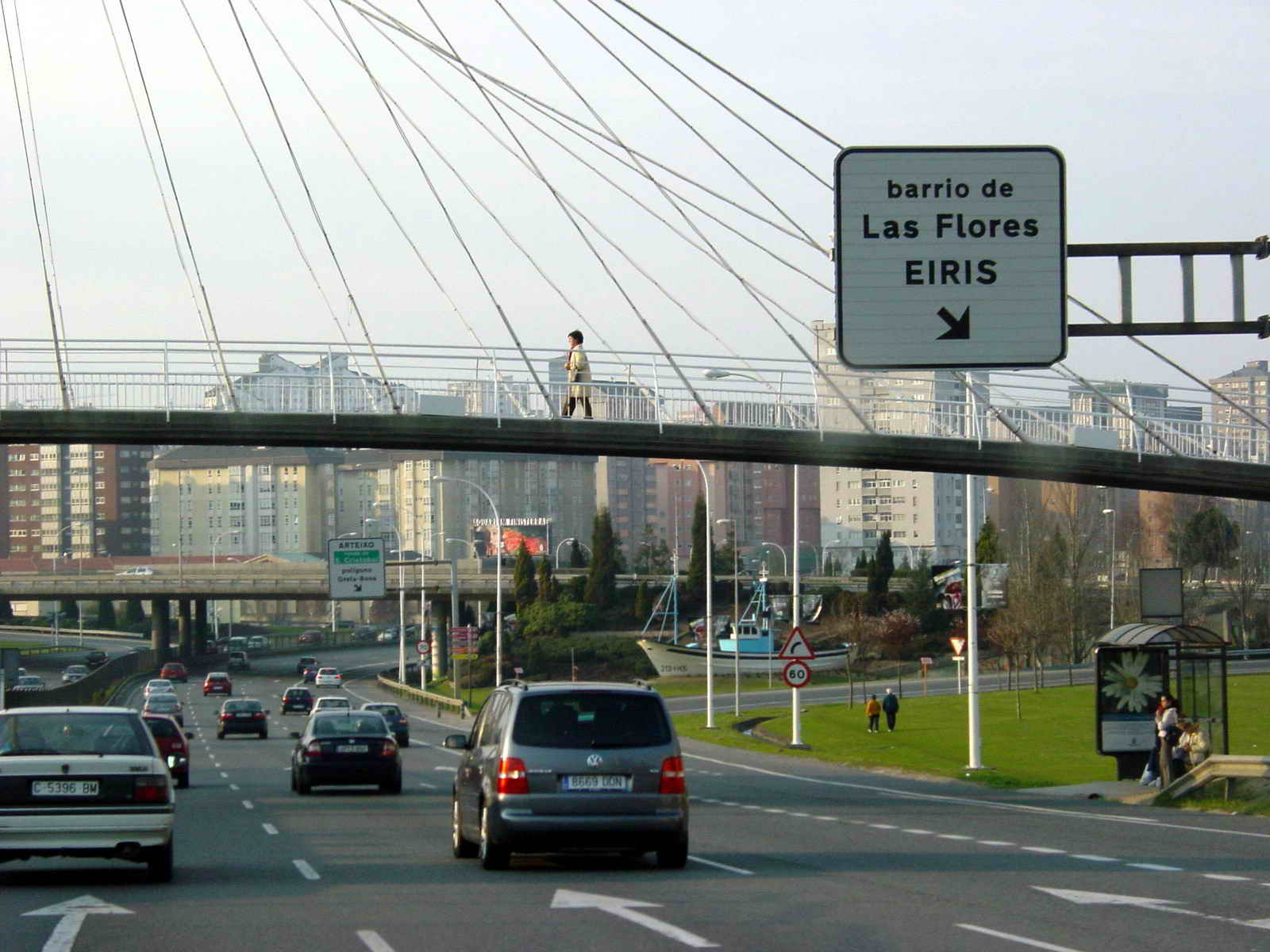
L'Avenue Alfonso Molina qui supporte quotidiennement 140000 véhicules par jour

## Tracé
- Elle débute au sud-est de La Corogne où elle prolonge la N-VI au niveau du croisement avec l'AC-12 et elle contourne Pedralonga par le sud avant d'être rejointe par l'AP-9 et l'AC-14.
- Elle dessert toute la zone sud de l'agglomération jusqu'à croiser l'AC-10 (Transversale est-ouest) pour ensuite prolonger l'Avenue Alfonso Molina.

## Sorties
| Numéro de la sortie | Nom de la sortie | Bifurcation |
| ------------------- | --- | ----------- |
|                     | La Corogne Est - La Corogne-Avenida del Pasaje Port de La Corogne Betanzos N-VI                                                | AC-12       |
| 02                  | La Corogne Sud - La Corogne-Lugar Pedralonga Auchan Palavea                                                                    | N-550       |
|                     | Saint-Jacques-de-Compostelle - Vigo Ferrol AP-9F Madrid - Lugo A-6                                                             | AP-9        |
| 04                  | Carrefour La Corogne |             |
| 05                  | Zone Industrielle Grela-Bens - Port de La Corogne La Corogne-Avenida de Sant Cristobal - La Corogne-Ronda de Camillo José Cela | AC-10       |
| 06                  | La Corogne-Calle José Minones                                                                                                  |             |
| 07                  | La Corogne-Ronda Outeiro Port de La Corogne - Université de La Corogne                                                         |             |
|                     | La Corogne Centre - La Corogne-Avenida de Primo de Rivera                                                                      |             |